# Unione doganale eurasiatica
L'Unione doganale eurasiatica, fondata il 1º gennaio 2010, comprende Bielorussia, Russia e Kazakistan.
L'Unione doganale è il primo passo verso la formazione di un'alleanza economica più ampia comprendente i paesi ex-sovietici e costruita sul modello dell'Unione Europea. Gli stati membri stanno progettando di continuare con l'integrazione economica e hanno stabilito l'obiettivo di eliminare le barriere doganali tra loro entro il luglio 2011. Il 19 novembre 2011 gli stati membri hanno creato una commissione congiunta per la creazione di legami economici più solidi, con l'obiettivo di fondare un'Unione eurasiatica entro il 2015. Dal 1º gennaio 2012 i tre stati costituiscono un singolo spazio economico. La Commissione economica eurasiatica è l'agenzia regolatrice dell'Unione doganale e della Comunità economica eurasiatica.
Gli Stati Uniti d'America si sono ufficiosamente detti contrari all'Unione doganale, che considerano un tentativo di rifondare un'unione di tipo post-sovietico dominato dalla Russia.

## Mercato comune
Unione europea: $17.100 miliardi (25%)
     Stati Uniti: $14.800 miliardi (22%)
     Cina: $7.200 miliardi (10%)
     Giappone: $5.800 miliardi (8%)
     Altri paesi: $22.200 miliardi (32%)
     Unione doganale eurasiatica: $2,100 miliardi (3%)

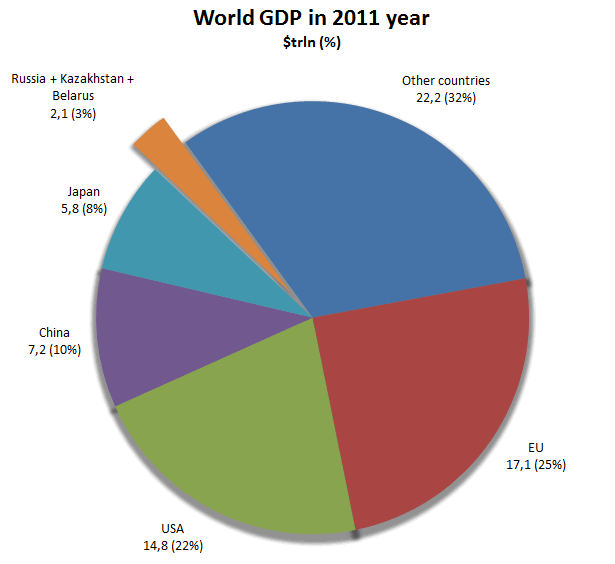
Prodotto interno lordo mondiale e dell'Unione doganale eurasiatica nel 2011.
Unione europea: $17.100 miliardi (25%)
Stati Uniti: $14.800 miliardi (22%)
Cina: $7.200 miliardi (10%)
Giappone: $5.800 miliardi (8%)
Altri paesi: $22.200 miliardi (32%)
Unione doganale eurasiatica: $2,100 miliardi (3%)

L'accesso al mercato dei singoli paesi è garantito dopo che i prodotti hanno dimostrato di essere concordi ai regolamenti tecnici stabiliti dall'Unione doganale. Alla fine del 2012 sono stati stabiliti tre regolamenti tecnici riguardanti diversi tipi di prodotti: alcuni sono già entrati in vigore, altri lo saranno entro il 2015. Altri regolamenti tecnici sono ancora in fase di sviluppo.
Prima che i regolamenti tecnici siano applicati, i seguenti certificati garantiscono l'accesso agli stati membri dell'Unione doganale:
- certificati nazionali: validi per accedere al mercato del paese in cui il certificato è emesso;
- certificati dell'Unione doganale emesso in accordo alla "Lista dei prodotti soggetti all'approvazione obbligatoria di conformità nell'Unione doganale": questo certificato è valido in tutti e tre gli Stati dell'Unione.

## Viaggi internazionali
I cittadini degli stati membri dell'Unione possono viaggiare in altri stati membri con il passaporto interno, senza bisogno di un passaporto internazionale. Anche se al momento la Russia permette ai cittadini di altri paesi della Comunità degli Stati Indipendenti di visitare il paese senza passaporto, è probabile che dopo il 2015 solo i cittadini dell'Unione doganale avranno questo privilegio.

## Possibile allargamento

### Armenia
Fino al 2012 l'Armenia cercò di stabilire accordi di scambio sia con l'Unione Europea sia con l'Unione doganale eurasiatica. L'11 settembre 2012 ratificò l'accordo di libero scambio con la Comunità degli Stati Indipendenti e presentò la propria candidatura per l'adesione all'Unione europea. Il segretario del Consiglio Federale russo Valentina Matvienko dichiarò a dicembre dello stesso anno che la partecipazione a entrambe le istituzioni era possibile, sebbene l'Armenia avesse sul tavolo anche la possibilità di partecipare ad altre istituzioni europee. Il presidente armeno Serž Sargsyan ha dichiarato che l'integrazione nell'Unione europea, nella Comunità degli Stati Indipendenti e nell'Unione doganale non devono escludersi l'una con l'altra.
Nel dicembre 2012, dopo un incontro tra Sargasyan e il presidente del Consiglio della Commissione economica eurasiatica Viktor Christenko, nel quale sono state discusse le possibili modalità di integrazione dell'Armenia nell'Unione doganale, Maja Kocijanic, portavoce di Catherine Ashton, alto commissario dell'Unione europea per gli affari esteri e la sicurezza, ha dichiarato che "se l'Armenia dovesse aderire a qualsiasi unione doganale, questo non sarebbe compatibile con la possibilità di concludere un completo accordo di libero scambio tra l'Unione europea e l'Armenia, perché un'unione doganale ha una politica di scambi con l'estero comune, e un singolo stato membro non ha più il controllo sovrano sullo scambio con l'esterno".
Dal settembre del 2013 l'Armenia ha iniziato il processo di ingresso nell'Unione doganale Euroasiatica, che si è concluso nel giugno del 2014.
L'Armenia non ha frontiere comuni con alcuno Stato attualmente membro dell'Unione.

### Kirghizistan
Il Kirghizistan ha dichiarato l'intenzione di unirsi all'Unione doganale. Nell'ottobre 2011, il primo ministro ha annunciato che il paese entrerà nell'Unione, e che i primi ministri degli altri paesi membri sono già stati informati. Il Kirghizistan entrerà nell'Unione doganale entro la fine del 2013.
Il Kirgisistan a fine 2013 ha congelato il processo di ingresso all'Unione doganale Eurasiatica, al fine di rivedere e migliorare il testo dell'accordo. Dal giugno del 2014 il processo di ingresso è ripartito, ed è stato concluso nel terzo trimestre del 2014.

### Tagikistan
Nel settembre 2012 il Tagikistan ha dichiarato l'intenzione di partecipare all'Unione, ma per la mancanza di una frontiera comune con gli attuali stati membri dovrà attendere finché il confinante Kirghizistan non entrerà a far parte dell'Unione.

### Vietnam
Nel luglio 2012 il presidente vietnamita Truong Tan Sang ha affermato che il Vietnam potrebbe aderire all'Unione doganale: "Se c'è la volontà politica da parte delle autorità del nostro paese e per i nostri partner in Bielorussia e Kazakistan, ci siamo subito sarà in grado di avviare questo processo". Il Vietnam ha stimato il tempo necessario per i negoziati in due anni. Il valore degli scambi tra il Vietnam e l'unione doganale nel 2011 è stato di 2,24 miliardi di dollari.
Come Tagikistan e Armenia, il Vietnam non condivide una frontiera terrestre con un attuale membro dell'Unione doganale (anche se, a differenza dei primi due, il Vietnam può essere raggiunto dalla Russia via mare senza passare attraverso un altro paese).

## Relazioni internazionali
Gli Stati Uniti d'America si sono opposti all'Unione doganale, che considerano un tentativo di estendere l'egemonia politica russa tra gli stati ex-sovietici. Il segretario di Stato Hillary Clinton ha dichiarato nel dicembre 2012: "Non si chiamerà Unione Sovietica, si chiamerà Unione doganale, si chiamerà Unione eurasiatica e tutto il resto, ma non facciamoci ingannare. Sappiamo qual è il suo obiettivo e stiamo cercando il modo di rallentarla o impedirla".